# Останинский сельский совет (Крым)
Останинский сельский совет (укр. Останінська сільська рада, крымскотат. Oysul köy şurası) — административно-территориальная единица в Ленинском районе АР Крым Украины (фактически до 2014 года; ранее до 1991 года — в составе Крымской области УССР в СССР), на Керченском полуострове. Население по переписи 2001 года — 1723 человека
К 2014 году состоял из 3 сёл:
- Останино
- Зелёный Яр
- Песочное

## История
Астанинский сельский совет был образован в 1956 году. На 15 июня 1960 года в составе сельсовета числились следующие населённые пункты:

| - - Астанино - Зелёный Яр - Новиково | - - Песочное - Приморское - Слюсарёво |

К 1966 году было ликвидировано Новиково, к 1968 году в сельсовет включили сёла Виноградное, Камышинку и Романово. В 1969 году упразднено Слюсарёво и к 1974 году Приморское. В 1975 году был восстановлен Виноградненский сельсовет, в который отошли Виноградное, Камышинка и Романово и совет обрёл современный состав. Решением Верховной Радой Украины от 5 сентября 1985 года село и сельсовет переименованы в Останино. С 12 февраля 1991 года сельсовет в восстановленной Крымской АССР, 26 февраля 1992 года переименованной в Автономную Республику Крым. С 21 марта 2014 года в составе Крыма аннексирован Россией. Законом «Об установлении границ муниципальных образований и статусе муниципальных образований в Республике Крым» от 4 июня 2014 года территория административной единицы была объявлена муниципальным образованием со статусом сельского поселения.